# Benigno Zerafa
Benigno Zerafa (Rabat, 25 agosto 1726 – La Valletta, 20 marzo 1804) è stato un compositore maltese.
Dopo aver cantato nel coro delle voci bianche della Cattedrale di Mdina, nel 1738 si recò a Napoli, dove studiò presso il Conservatorio dei Poveri di Gesù sotto l'insegnamento di Francesco Feo, Girolamo Abos e Giacomo Sarcuni. Tornato in Malta nel 1744, diventò maestro di cappella della cattedrale di Mdina. Ad eccezione del periodo 1751-53, mantenne questa posizione fino alla morte.
Durante la sua attività compositiva, che durò sino al 1782, scrisse innumerevoli lavori sacri (oltre 170), tra i quali messe, requiem, mottetti, inni, salmi e lavori sacri minori. È particolarmente noto il suo Confitebor composto nel 1765 per soprano e più strumenti.